# Per Erik Andersson i Bärby
Per Erik Andersson (i riksdagen kallad Andersson i Bärby, senare i Froby), född 22 september 1808 i Torstuna socken död 25 augusti 1877 i Sankt Ilians socken, var en svensk riksdagsman i bondeståndet.
Andersson företrädde Siende och Tuhundra härader av Västmanlands län vid riksdagarna 1850–1851, 1853–1854, 1856–1858 och 1859–1860.
Vid riksdagen 1850–1851 var han suppleant i statsutskottet, suppleant för fullmäktige i riksbanken och suppleant i förstärkta expeditionsutskottet. Under den följande riksdagen 1853–1854 var han ledamot i lagutskottet, suppleant för fullmäktige i riksbanken, ledamot i förstärkta statsutskottet och suppleant i förstärkta konstitutionsutskottet.
Andersson var vid riksdagen 1856–1858 ledamot i lagutskottet, suppleant för fullmäktige i riksbanken och ledamot i förstärkta statsutskottet. Vid sin sista riksdag 1859–1860 var han ledamot i bevillningsutskottet, elektor för justitieombudsmansvalet, deputerad att övervara invigningen av Strömsholms ombygda kanal- och slussverk. Han var ledamot i förstärkta konstitutionsutskottet och i förstärkta lagutskottet samt även suppleant i förstärkta allmänna besvärs- och ekonomiutskottet och ledamot i förstärkta statsutskottet.